# Sinfonía n.º 64 (Haydn)

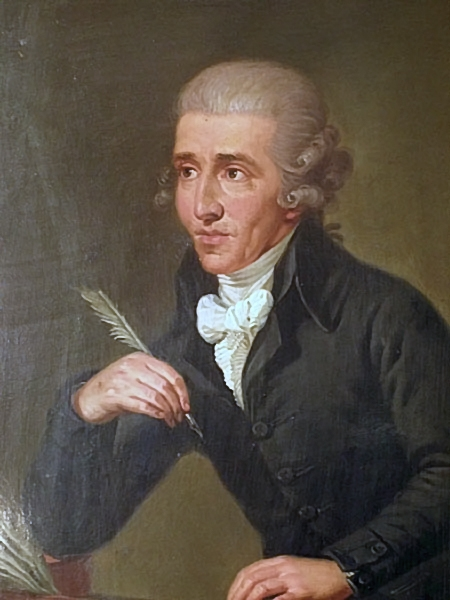
Haydn hacia 1770.

La Sinfonía n.º 64 en la mayor, Hob. I:64, también conocida como Tempora mutantur, fue compuesta por Joseph Haydn en algún momento entre 1773 y 1778.

## Historia
La producción sinfónica del maestro austríaco puede dividirse a grandes rasgos en tres bloques temporales: el primer bloque (1757-1761) se corresponde con su periodo al servicio del conde Carl von Morzin (n.º 1 - n.º 5); el segundo bloque en la corte Esterházy (1761-1790 pero con la última sinfonía para el público de Esterházy en 1781); y el tercer bloque (1782-1795) comprende las Sinfonías de París (n.º 82 - n.º 87) y las Sinfonías de Londres (n.º 93 - n.º 104). El 1 de mayo de 1761 el compositor firmó su contrato como vice-kapellmeister (más tarde kapellmeister) de la familia Esterházy, que nominalmente duró 48 años, hasta su muerte.
La composición de esta pieza se desarrolló en algún momento entre 1773 y 1778. La fecha de composición probablemente supone el final del periodo Sturm und Drang de Haydn en el cual produjo obras maestras como las Sinfonías n.º 44 a 48, Sinfonía de los adioses. A partir de entonces la mayor parte de la energía creativa del compositor se dedicó a la ópera. Durante gran parte de su largo empleo al servicio del príncipe Esterházy, el "requisito mínimo semanal" de música para la corte del príncipe incluía dos óperas. Con medio centenar de sinfonías en su haber, el compositor pudo presumiblemente "reciclar" obras anteriores del género mientras se afanaba por mantener el escenario de Esterháza repleto de nuevas tramas y personajes. Haydn permaneció activo como sinfonista durante este periodo, pero en general fue menos prolífico y hasta cierto punto estaba tanteando el camino que le llevaría a las obras posteriores, fuertemente marcadas y memorables, incluidas las Sinfonías de Londres. Las obras de esta fase "intermedia" aún no han alcanzado la popularidad en las salas de conciertos de sus rivales anteriores y posteriores. Pero entre ellas se encuentran algunos ejemplares sorprendentes que esperan ser descubiertos por el oyente inquieto.
El sobrenombre de esta sinfonía es propio de Haydn. En las partes de orquesta preparadas para esta sinfonía en Esterházy, colocó en el encabezado "Tempora mutantur, et.". La versión completa de esta cita es el epigrama latino Tempora mutantur, et nos mutamur in illis y está en latín. Haydn probablemente conocía el proverbio con la siguiente forma tal y como viene recogido en la colección popular de John Owen titulada Epigrammata, publicada en 1615.

Tempora mutantur, et nos mutamur in illis.

Quomodo? Fit semper tempore peior homo.
Los tiempos cambian y nosotros cambiamos con ellos.

¿Cómo? Conforme empeoran, así lo hacemos nosotros.

## Instrumentación
La partitura está escrita para una orquesta formada por:
- Viento madera: 2 oboes y 1 fagot.
- Viento metal: 2 trompas.
- Cuerda: una sección de cuerdas con 2 violines, viola, violonchelo y contrabajo.

La orquestación está formada por un conjunto inusualmente sencillo. En aquella época se solía emplear un fagot para amplificar la voz del bajo, incluso sin una notación separada. En cuanto a la participación del clavecín como bajo continuo en las sinfonías de Haydn existen diversas opiniones entre los estudiosos: James Webster se sitúa en contra; Hartmut Haenchen a favor; Jamie James en su artículo para The New York Times presenta diferentes posiciones por parte de Roy Goodman, Christopher Hogwood, H. C. Robbins Landon y James Webster. A partir de 2019 la mayor parte de las orquestas con instrumentos modernos no utiliza el clavecín como continuo. No obstante, existen grabaciones con clavecín en el bajo continuo realizadas por: Trevor Pinnock (Sturm und Drang Symphonies, Archiv, 1989-1990); Nikolaus Harnoncourt (n.º 6–8, Das Alte Werk, 1990); Sigiswald Kuijken (incluidas las Sinfonías de París y Londres; Virgin, 1988-1995); Roy Goodman (Ej. n.º 1-25, 70-78, 82-87; Hyperion, 2002).

## Estructura y análisis
La sinfonía consta de cuatro movimientos:
- I. Allegro con spirito, en la mayor 4
4
- II. Largo, en re mayor 3
4
- III. Menuet – Trio, en la mayor 3
4
- IV. Finale. Presto, en la mayor 2
2

La interpretación de esta obra dura aproximadamente entre 20 y 25 minutos.

### I.Allegro con spirito
El primer movimiento, Allegro con spirito, está escrito en la tonalidad de la mayor, en compás de 4/4 y sigue la forma sonata. El movimiento de apertura es bastante expansivo en escala. Se inicia con un suave tema principal en las cuerdas consistente en dos compases líricos tocados pianissimo, seguido de un estallido en tutti por las cuatro cuerdas que está en el orden opuesto del estilo declamativo pregunta-respuesta. Le siguen unos arrebatos de los vientos en forte a medida que avanza. Poco a poco, una pulsante figura de acompañamiento en las voces graves dinamiza aún más la música, conduciéndola a través de una serie de sorprendentes giros armónicos antes de que el tema principal haga su esperada reaparición. Haydn empleó este tipo de introducción en otras obras como sus Sinfonías n.º 44, 46 y 65. Un material de transición abundante va seguido de un segundo tema en la dominante, orquestado con colorido para violines y violas tocando en octavas. Presenta además partes agudas de trompa que añaden un color brillante durante todo el movimiento.

### II.Largo
El segundo movimiento, Largo, está en re mayor y en compás de 3/4. Al igual que en la contemporánea Sinfonía n.º 63 "La Roxelane", el centro de atención de esta obra es su movimiento lento, de asombrosa originalidad, al que hace referencia el subtítulo. Como era habitual en ese periodo, se caracteriza por tener las cuerdas con sordina. La amplia melodía está puntuada con frecuentes pausas de corta duración, demostrando un lamento subestimado y una añoranza de calidad que es tan típico de Haydn. El movimiento es para cuerdas solo hasta que los vientos interceden poderosamente a la mitad. El cierre es particularmente efectivo con la primera trompa tocando en la mitad de su registro y la segunda trompa toma la melodía de los violines. El ambiente cambia a la luz y la alegría del minueto y el trío, mientras que el Presto final está escrito en forma rondó. Elaine Sisman ha estudiado el empleo de Haydn del principio de tempora mutantur, o "tiempo fuera de sitio", en el movimiento lento de la sinfonía.
El oyente entendido puede percibir aquí un presagio de la vívida representación del caos primordial que abre el magistral oratorio tardío La creación de Haydn. Pero lo que aquí se representa no es tanto el caos como una profunda incertidumbre; ésta podría haber sido la música que la proverbial mula tarareaba para sí misma mientras moría de hambre entre los pajares. El director de orquesta John Hsu habla con convicción de "sus discontinuidades de material, dinámica y registro; su negativa a ejecutar una forma inteligible; y, sobre todo, su final voluntariamente extraño, casi incoherente".

### III.Menuet– Trio
El tercer movimiento, Menuet – Trio, está en la mayor y en compás de 3/4. El minueto, vigoroso y congraciador, contrasta profundamente con lo anterior.

### IV.Finale.Presto
El cuarto y último movimiento, Finale. Presto, retoma la tonalidad inicial y el compás es alla breve. El rondó combina los muy diferentes estados de ánimo de los dos movimientos precedentes según James Carson. Se abre con un tema principal sinuoso y peculiar en los violines; y a medida que la música se apresura, ese tema aparece, desaparece y reaparece periódicamente de forma tan jadeante e inesperada como un gatito sobreestimulado.